# Табачин Олександра Станіславівна
Табачин Олександра Станіславівна (нар. 20 червня 1941 – пом. 6 грудня 2017) — педагог, вчителька біології, Заслужений вчитель України, делегат Всесоюзного з'їзду вчителів (1989) та Всеукраїнського форуму творчих вчителів. 

## Біографія
Табачин Олександра народилася 20 червня 1941 року в с. Павлівка Тисменицького району Івано-Франківської області.
У 1966 році закінчила біологічний факультет Ужгородського державного університету. Педагогічну діяльність розпочала в 1958 році вихователем Підліської семирічної школи Станіславського (нині Івано-Франківського) району, з 1959 року працювала в Павлівській семирічній школі. З 1962 до 2017 року була вчителем біології Павлівської загальноосвітньої школи І-ІІІ ступенів

## Творчий доробок
Олександра Табачин є автором низки праць, а саме:
- «Народні джерела: Народознавчі матеріали на допомогу вчителям біології» (1995);
- «Тематична атестація у тестах і запитаннях. 6 клас» (2002);
- «Тематична атестація у тестах і запитаннях. 7 клас» (2002);
- «Тематичне оцінювання у тестах і запитаннях. 9 клас» (2002);
- «Тематичне оцінювання у тестах і запитаннях.10 клас» (2002).[4]